# Jim Rogers
James B. Rogers, Jr., también conocido como James Beeland Rogers o Jim Rogers, nació el 19 de octubre de 1942 en Baltimore, Maryland, Estados Unidos, y es un singular inversor estadounidense así como un comentarista financiero. Cofundó junto con George Soros el Quantum Fund, y además es profesor en un college estadounidense, así como escritor, y creador de un índice respecto de productos genéricos (commodities) que se conoce como Rogers International Commodity Index (RICI).
Rogers está afincado en Singapur, y es el Chairman de 'Rogers Holdings and Beeland Interests, Inc'.
Rogers no se considera a sí mismo como un seguidor estricto de una determinada escuela económica, aunque reconoce que sus puntos de vista mejor se ajustan a los de la llamada Escuela Austriaca de economía.

## Biografía
Si bien Rogers nació en Baltimore, Maryland, fue criado en Demopolis, Alabama, y es allí donde entiende están sus raíces. Y por sus condiciones, James Rogers ha engrandecido a Demopolis, Alabama.
Después de haber obtenido un diploma de la Universidad de Yale en 1964, tuvo su primer empleo en Wall Street, en la empresa de servicios financieros Dominick & Dominick. Por su parte y en 1966, obtuvo su diploma de maestría en el Balliol College de la Universidad de Oxford, en Inglaterra, e inmediatamente volvió a Estados Unidos, donde por unos años estuvo en la armada.
En 1970, Rogers pasó a Arnhold & S. Bleichroeder, donde conoció a George Soros; ese mismo año, ambos fundaron Quantum Fund, un fondo de inversión internacional. Este emprendimiento fue muy exitoso, ya que durante los diez años siguientes, dicho fondo registró una tasa de rendimiento de 3,365 % mientras que el índice de S&P en igual período, progresó de alrededor de 47 % (963,99/800,36).
En 1980, Rogers cesó de participar en las actividades de Quantum Fund, entre otras cosas para viajar en motocicleta por China. Con posterioridad, pasó a desempeñarse como profesor invitado en finanzas de la Graduate School of Business de la Universidad de Columbia, en Estados Unidos.
Entre 1989 y 1990, fue moderador de la emisión televisada The Dreyfus Roundtable difundida por WCBS, y también condujo su propia emisión en la FNN (Financial News Network) bajo el título The Profit Motive with Jim Rogers.
De 1990 a 1992, continuó viajando por China así como en otros países, recorriendo alrededor de 160 000 km en seis continentes, hazaña que fue repertoriada en el libro Guinness de los récords.

## Obras
- (en inglés) Investment Biker: Around the World with Jim Rogers, editor 'Random House Trade Paperbacks', 2003, ISBN 0812968719 y 9780812968712 (obra traducida al francés bajo el título « L'investisseur aventurier », editor 'Valor', 2004, ISBN 2909356361 y 9782909356365).
- (en inglés) Adventure Capitalist: The Ultimate Road Trip, editor 'Random House Publishing Group', 2003, ISBN 1588362906 y 9781588362902 (texto en línea).
- (en inglés) Hot Commodities: How Anyone Can Invest Profitably in the World's Best Market, editor 'Random House Trade Paperbacks', 2004, ISBN 158836447X, 9781588364470 (texto en línea).
- (en inglés) A Bull in China: Investing Profitably in the World's Greatest Market, editor 'Random House Publishing Group', 2007, ISBN 1588365972 y 9781588365972 (texto en línea).

## Artículos
- (en inglés) Amey Stone, An Early Christmas for Jim Rogers, sitio digital 'Bloomberg', 8 de diciembre de 2004.
- (en inglés)  John Kimelman, Jim Rogers: His Outlook For Stocks, Commodities / The legendary investor thinks a global bear market is coming / While he waits, here’s what he’s buying., sitio digital 'Barron's', 10 de noviembre de 2015.
- (en inglés) We Want Our Kids To Learn Chinese (artículo sobre la vida de Rogers en Singapour), sitio digital 'MySinchew', 19 de julio de 2008.
- (en inglés) Jim Rogers: Top Trader (excerpt from an interview in Market Wizards by Jack Schwager), sitio digital 'Turtle trader'.
- Biografía de Jim Rogers (artículo sobre su biografía desde 1942 hasta la actualidad)

## Entrevistas de audio o vídeo
- (en inglés) Alex Rosenberg, Jim Rogers: An 'even worse catastrophe’ is coming, sitio digital 'CNBC', 3 de octubre de 2013.
- (en inglés) 'Looting' of Bank Accounts Has Rogers Worried, sitio digital 'CNBC', 28 de marzo de 2013.